# Marjan Kandus
Marjan Kandus (en serbe en écriture cyrillique : Марјан Кандус), né le 23 septembre 1932 à Maribor au Royaume de Yougoslavie et mort le 21 novembre 2024,, est un joueur yougoslave de basket-ball actif à la fin des années 1950 et au début des années 1960.

## Palmarès
- Champion de Yougoslavie 1957, 1959, 1961, 1962
- Finaliste du championnat d'Europe 1961
- Vainqueur des Jeux méditerranéens de 1959